# Carl Adolf Senff
Carl Adolf Senff (* 17. März 1785 in Halle; † 21. März 1863 in Ostrau) war ein deutscher Maler der Biedermeierzeit und war das 13. und jüngste Kind von Carl Friedrich Senff, Konsistorialrat an der Moritzkirche in Halle (Saale) und der Rosina Dorothea Litzmann. 32 Jahre lang hat Senff von 1816 bis 1848 in Rom im Umkreis der Nazarener gelebt.

## Leben und Wirken
Adolf Senff folgte zunächst dem Wunsche seines Vaters: Er besuchte die Franckeschen Stiftungen zu Halle und studierte zunächst, wie schon zwei seiner Brüder Theologie. Erst nach Abschluss seines Studiums und einer gehaltenen Probepredigt wandte sich Senff 1809 im Alter von 24 Jahren ganz der Kunst und Malerei zu.
Nach Beendigung des Studiums arbeitete Adolf Senff (ca. 1808) für kurze Zeit als Lehrer an der Bürgerschule zu Leipzig, wo er Johann Wilhelm Leis (1768–1808) und den Senator der Stadt Leipzig Johann Wilhelm Volkmann (1772–1856) kennenlernte. Leis und Volkmann hatten zu dieser Zeit die künstlerische Begabung Senffs erkannt und einige seiner Arbeiten an Gerhard von Kügelgen nach Dresden geschickt. Leis hatte Kügelgen bereits als Erzieher beim Etatsrat Stoffregen in Sankt Petersburg kennengelernt und den Kügelgens Wohnung in Dresden vermittelt, als diese im Mai 1805 von Rhense am Rhein dorthin zogen. Leis und die Kügelgens wohnten danach etwa drei Jahre zusammen im Döpmannschen Haus, Halbe Gasse 412 in der Seetorvorstadt. Gerhard von Kügelgen holte Adolf Senff im Juni 1809 zu sich nach Dresden und unterrichtete ihn in der Malerei. Kügelgen war bereits 1808 in eine bessere Wohnsituation in das Haus Gottessegen auf die Hauptstraße in der Dresdner Neustadt umgezogen. Gleichzeitig wurde Adolf Senff als Hauslehrer für die Söhne Wilhelm von Kügelgen und Gerhard von Kügelgen jun. engagiert, und er unterrichtete parallel dazu auch die Kinder des Leipziger Senators, die auch nach Dresden gekommen waren. Senffs Schüler Wilhelm von Kügelgen hatte später über seinen geliebten, manchmal aber auch gefürchteten Lehrer in seinen „Jugenderinnerungen eines alten Mannes“ einige Kapitel geschrieben und auch, anlässlich einer Reise nach Halle (Saale) im Jahre 1811, das familiäre Umfeld Senffs (Eltern und einige seiner Geschwister) beschrieben.
Mehrere Bilder Senffs von seinen Schülern, den Kügelgenschen und Volkmannschen Kindern und Angehörigen der genannten Familien, erinnern an seine Zeit als Hauslehrer und zeigten schon früh sein Talent als Porträtist, das sich schnell herumgesprochen hatte.
Durch Gerhard von Kügelgen trat Senff in Beziehung zum in dieser Zeit auslaufenden Klassizismus. Durch seine Verbindung zur Familie Johann Wilhelm Volkmann bekam Senff Kontakt zu Künstlern der Romantik.
In den Jahren 1813 und 1814 war Adolf Senff in Leipzig als selbstständiger Bildnismaler tätig und bekam erste Aufträge aus führenden Kreisen der Leipziger Gesellschaft.
Die Rückkehr Napoléons aus Elba im Jahre 1815 führte Senff als Freiwilligen zu den Makraner Jägern, mit denen er in den Feldzug gegen Frankreich zog, jedoch an keiner Schlacht teilnahm.
Nach Beendigung des Krieges ging Adolf Senff 1816 nach Rom. Eine kleine Erbschaft ermöglichte ihm die Reise, die ihn über Prag, Wien, den Brenner-Pass und Florenz nach Rom führte. Er hatte das große Glück, in dem Künstlerquartier der „Casa Buti“ eine Unterkunft gefunden zu haben, wo zuvor bis 1801 Wilhelm von Humboldt und seine Gattin Caroline wohnten und zu deren Bewohnern u. a. auch der bekannte Bildhauer Bertel Thorvaldsen gehörte. Von Thorvaldsen hat Senff 1817 ein Bild als jungen Mann gemalt und in den 1830er Jahren ein Altersporträt. Beide Bilder sind noch heute erhalten. Durch die Verbindung zu Thorvaldsen lernte Senff nun rasch auch andere Künstler kennen, so den Maler Franz Ludwig Catel und den Bildhauer Christian Daniel Rauch. Aus seinem Romaufenthalt wurden schließlich 32 Jahre, der durch zwei Verwandtenbesuche in den Jahren 1833 und 1845 in seiner Heimat Deutschland unterbrochen wurde.
Adolf Senff fertigte zunächst Kopien nach Raffael und anderen italienischen Künstlern der Renaissance an und bestritt vorwiegend durch sie seinen Lebensunterhalt. Da er sehr häufig Werke von Raffael kopiert hat, nannten ihn die Römer auch „Editore di Raffaeli“. Auch Freunde aus der Heimat ermöglichten ihm durch Kauf seiner Bilder seine Existenzgrundlage. Im Auftrag des Naumburger Domherren Immanuel Christian Leberecht von Ampach entstand ab 1820 das Gemälde Christus und das cananäische Weib für den Christus-Zyklus im Naumburger Dom.
Im Jahre 1821 wurde Senff in die Künstlerakademie zu Perugia aufgenommen. Die Direktorenstelle hatte er jedoch auf Rat seines Freundes Bertel Thorvaldsen nicht angenommen.

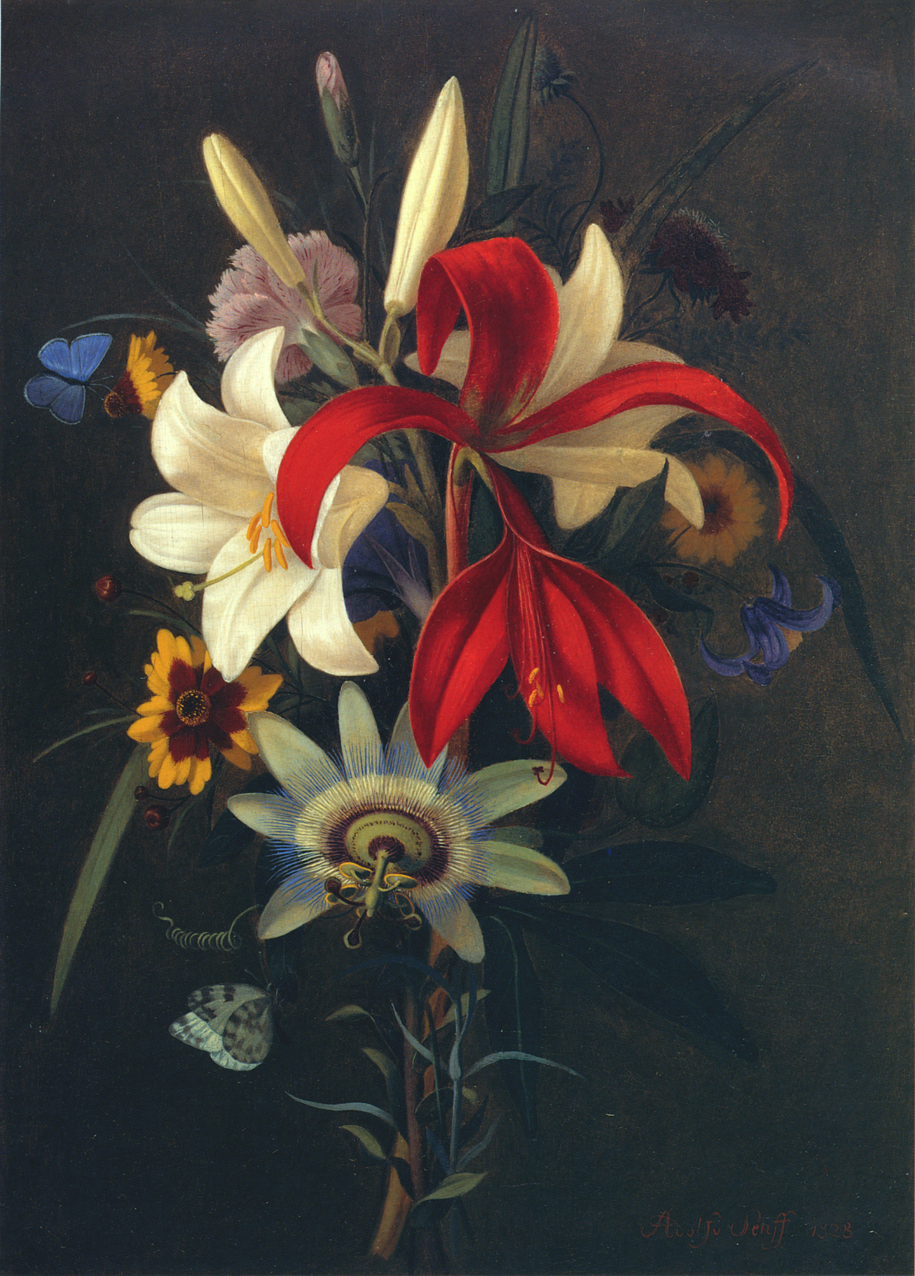
Stillleben von Carl Adolf Senff (1828)

Ab etwa 1825 beschäftigte sich Senff mit Blumen- und Früchtemalereien, die er so perfektionierte, dass er in Italien nunmehr auch seinen römischen Beinamen „Raffaele di fiori“ („Blumenraffael“) erhielt. Die Blumenbilder Senffs sind heute in zahlreichen Museen und teilweise noch in Privatbesitz der Nachkommen seiner zahlreichen Verwandtschaft erhalten geblieben. Beliebte Motive des Künstlers waren lebensgroße Porträts von Italienerinnen in verschiedener Tracht und von vielfältigen Blumen und Früchten umgeben. Reine Landschaftsbilder hat Adolf Senff nicht geschaffen, wohl aber Landschaften, Stadtansichten und römische Architekturen als Hintergrund für seine Porträts gemalt. Die zwei Heimatbesuche in den Jahren 1833 und 1845, verbunden mit dem Wiedersehen seiner zahlreichen Verwandten, motivierten Senff stets zur Schaffung weiterer Porträts.
Zu den Käufern von Senffs Bildern zählten u. a. König Friedrich Wilhelm III. von Preußen, dem er fünf Werke von Raffael kopierte, und das russische Zarenhaus.
Im Jahre 1848 kehrte Adolf Senff endgültig wieder nach Deutschland zurück. Nach einem kurzen Aufenthalt in Berlin ließ er sich in Ostrau am Petersberg bei Halle nieder, wo sein ältester Bruder Carl Wilhelm Senff (1767–1850) als Pastor tätig war. Nach dessen Tod und nach dessen Ehefrau Tod heiratete Adolf Senff als 67-Jähriger am 27. Mai 1852 deren Adoptivtochter Auguste Charlotte Franziska Senff, geb. Held (1811–1898).
Im Kreise seiner Familie und Freunde entstand noch bis zu seinem Tode am 21. März 1863 eine Vielzahl von großartigen Porträts, Blumenbildern und Stillleben.
Adolf Senff ist in Ostrau beerdigt. Auf seinem Grab wurde entsprechend dem Wunsch des Verstorbenen eine Linde gepflanzt, die heute ein großer Baum ist und „Professorenlinde“ genannt wird.
In Ostrau wurde der Carl-Adolf-Senff-Platz nach ihm benannt, in Halle die Senffstraße in Kröllwitz.

## Ausstellungen
- 2009/10: adolf senff. blütenreigen und farbenpracht, Kunstmuseum Moritzburg Halle (Salle)